# Cloruro di zinco
Il cloruro di zinco (nome sistematico cloruro di zinco(II) o dicloruro di zinco) è il composto inorganico binario di zinco e cloro avente formula ZnCl2. Il composto puro (anidro) è incolore in forma cristallina, ma più spesso appare come un solido biancastro, traslucido (un tempo chiamato "burro di zinco"), igroscopico e deliquescente, e va quindi tenuto al riparo dall'umidità. Di esso sono note quattro forme cristalline, tutte incolori o bianche e tutte estremamente solubili in acqua, ma solubili anche in diversi solventi organici. ZnCl2 può idratarsi in vari rapporti con molecole di acqua, dando luogo a varie forme idrate.
Il cloruro di zinco è uno dei più importanti composti commerciali dello zinco: tra le sue numerose applicazioni è impiegato nella lavorazione dei tessuti, come flussante per saldature, e per sintesi chimiche.

## Storia
Il cloruro di zinco fu preparato per la prima volta nel 1648 da Johann Rudolph Glauber a partire dalla calamina, e successivamente nel 1741 da Johann Heinrich Pott a partire dallo zinco.

## Caratteristiche strutturali e fisiche
Il cloruro di zinco è un composto termodinamicamente molto stabile, ΔHƒ° = -415 kJ/mol, è un materiale diamagnetico e isolante avente un band gap diretto di 4,04 eV e un indice di rifrazione principale di 1,687. Il composto è estremamente solubile in acqua, 432 g/100 g a 25 °C (~ 31,7 m) e mostra ottima/discreta solubilità anche in solventi organici polari. Anche le sue varie forme idrate sono molto solubili in acqua.
Di ZnCl2 si conoscono quattro forme cristalline (polimorfi), α, β, γ, e δ. In ognuna di queste lo ione Zn2+ è coordinato con geometria tetraedrica a quattro ioni cloruro.
| Forma | Simmetria   | Notazione di Pearson | Gruppo  | No  | a (nm) | b (nm) | c (nm)  | Z  | ρ (g/cm³) |
| ----- | ----------- | -------------------- | ------- | --- | ------ | ------ | ------- | -- | --------- |
| α     | Tetragonale | tI12                 | I42d    | 122 | 0,5398 | 0,5398 | 0,64223 | 4  | 3,00      |
| β     | Tetragonale | tP6                  | P42/nmc | 137 | 0,3696 | 0,3696 | 1,071   | 2  | 3,09      |
| γ     | Monoclina   | mP36                 | P21c    | 14  | 0,654  | 1,131  | 1,23328 | 12 | 2,98      |
| δ     | Ortorombica | oP12                 | Pna21   | 33  | 0,6125 | 0,6443 | 0,7693  | 4  | 2,98      |

Nella tabella, a b e c sono le costanti di reticolo, Z è il numero di unità strutturali ZnCl2 per cella unitaria e ρ è la densità calcolata dai parametri della struttura.
Nella struttura cristallina della forma ortorombica (δ) sono presenti due distanze Zn-Cl leggermente diverse: 227 pm e 228 pm, valori comunque poco maggiori della somma dei raggi covalenti (224 pm) di Zn e Cl, ma decisamente inferiori alla somma dei loro raggi ionici efficaci (255 pm).
Questa forma ortorombica anidra si modifica in una delle altre forme per esposizione all'aria; è probabile che ioni OH– derivati dall'acqua assorbita possano favorire questo riarrangiamento.
Il carattere covalente del composto anidro è indicato dal basso valore del punto di fusione. Ulteriore conferma del carattere covalente è data dalla elevata solubilità in solventi eterei, dove si formano addotti di formula ZnCl2L2, dove L rappresenta un legante tipo O(C2H5)2. Il cloruro di zinco è solubile anche in molti altri solventi organici, come etanolo, acetone e acetonitrile.
Il vapore del cloruro di zinco, non soggetto a decomporsi fino a ~ 900 °C, è formato da singole molecole ZnCl2 lineari (simmetria molecolare D∞h), con una distanza di legame Zn-Cl di 205 pm, più corta che nel solido cristallino, dove Zn ha numero di coordinazione 4, invece che 2. Questo valore è notevolmente inferiore sia alla somma dei raggi covalenti di Zn e Cl (224 pm), e ancor più alla somma di quelli ionici efficaci (255 pm), ma molto più vicino alla prima, in accordo al carattere essenzialmente covalente della molecola. Il potenziale di ionizzazione di questa molecola ammonta a 11,75 ± 0,23 eV.
Per rapido raffreddamento di ZnCl2 fuso si ottiene un vetro, cioè un solido rigido e amorfo; la capacità di formare un vetro è stata correlata con la struttura nel fuso. ZnCl2 possiede una elevata viscosità al punto di fusione, con una conducibilità elettrica relativamente bassa che cresce notevolmente con la temperatura. Studi di scattering Raman sulla fase fusa hanno indicato la presenza di strutture polimeriche [ZnCl2]x, mentre misure di diffrazione neutronica hanno evidenziato la presenza di complessi tetraedrici [ZnCl4]2–.

### Idrati
Si conoscono cinque diverse forme idrate del cloruro di zinco, ZnCl2•n(H2O), dove n = 1, 1,5, 2,5, 3 e 4. Da soluzioni acquose di cloruro di zinco cristallizza il tetraidrato ZnCl2(H2O)4.

## Sintesi
Per evitare la formazione di idrati, ZnCl2 anidro viene preparato a secco da zinco e cloruro di idrogeno:
{\displaystyle {\ce {Zn + 2HCl -> ZnCl2 + H2}}}
Forme idrate e soluzioni acquose si preparano analogamente trattando zinco metallico con acido cloridrico. Si può usare anche ossido di zinco o solfuro di zinco:
{\displaystyle {\ce {ZnS(s) + 2HCl(aq) -> ZnCl2(aq) + H2S(g)}}}
A differenza di tanti altri elementi, nei suoi composti lo zinco ha in pratica solo lo stato di ossidazione +2, cosa che semplifica la purificazione del prodotto. Il cloruro di zinco disponibile in commercio in genere contiene impurezze costituite da acqua e prodotti di idrolisi. Questi campioni possono essere purificati per ricristallizzazione da diossano bollente. ZnCl2 anidro può essere purificato per sublimazione in una corrente di cloruro di idrogeno gassoso, seguita da riscaldamento del sublimato a 400 °C in corrente di azoto secco. Un metodo più semplice consiste nel trattare il cloruro di zinco con cloruro di tionile.

## Reattività

### In soluzione
Una volta in soluzione, tutte le forme anidre e idrate di ZnCl2 menzionate in precedenza si comportano nello stesso modo. Il cloruro di zinco è molto solubile in acqua; le soluzioni non contengono semplici ioni Zn2+ e Cl− solvatati, ma specie tipo ZnClxH2O(4−x). Le soluzioni acquose di ZnCl2 sono acide: una soluzione 6 M ha pH = 1. Rispetto a soluzioni di altri sali di Zn2+, l'acidità delle soluzioni acquose di ZnCl2 è dovuta alla formazione di aquo-cloro complessi tetraedrici; la riduzione del numero di coordinazione da sei a quattro fa diminuire la forza del legame O–H nelle molecole di acqua coordinate.
In soluzione alcalina la presenza dello ione OH− porta alla formazione di vari anioni complessi come Zn(OH)3Cl2−, Zn(OH)2Cl22− e Zn(OH)Cl32−; può precipitare Zn5(OH)8Cl2·(H2O) (simonkolleite).
Per aggiunta di ammoniaca ad una soluzione di cloruro di zinco non si ha precipitazione dell'idrossido, ma a seconda delle condizioni si formano vari complessi amminici. Sono ben note le specie Zn(NH3)62+ e Zn(NH3)42+, di geometria rispettivamente ottaedrica e tetraedrica; Le due specie sono in equilibrio tra loro; la specie ottaedrica è favorita aumentando la concentrazione di ammoniaca. Se la concentrazione di ammoniaca è bassa si formano invece complessi con leganti misti tipo Zn(NH3)3Cl+.
Il cloruro di zinco può fungere da accettore di ioni cloruro per formare il complesso ZnCl42–, di struttura tetraedrica, isolabile in molti sali. Non sono invece noti composti contenenti lo ione ZnCl64–.
Soluzioni acquose concentrate di ZnCl2 sciolgono amido, cellulosa e seta. Studi di spettroscopia UV/Vis hanno evidenziato la formazione di complessi zinco-cellulosa.
Il cloruro di zinco acquoso reagisce con l'ossido di zinco per formare un cemento amorfo che fu studiato per la prima volta da Stanislas Sorel. Sorel studiò in seguito cementi analoghi usando cloruro di magnesio e ossido di magnesio (cemento magnesiaco o Sorel).

### A secco
Il cloruro di zinco idrato per fusione produce Zn(OH)Cl e rilascia HCl:
{\displaystyle {\ce {ZnCl2*2H2O -> Zn(OH)Cl + HCl + H2O}}}
L'acido cloridrico rilasciato può essere sfruttato per analisi spot test, Analoga reazione è alla base dell'uso di ZnCl2 come flussante per saldature. Per questa applicazione il cloruro di zinco è mescolato con cloruro d'ammonio. Per riscaldamento la miscela si decompone liberando HCl che scioglie gli ossidi superficiali del metallo da pulire.
ZnCl2 anidro, fuso a 500–700 °C, scioglie lo zinco metallico. Per rapido raffreddamento del fuso si ottiene un vetro giallo diamagnetico. Studi Raman hanno evidenziato che questo vetro contiene ioni Zn22+.

## Usi
Il cloruro di zinco è uno dei più importanti composti commerciali dello zinco e viene usato in molte applicazioni, tra cui: come impregnante e ignifugo per il legno, per la raffinazione del petrolio, nella vulcanizzazione della gomma, come mordente per la tintura dei tessuti, come flussante per saldature, per incidere e brunire metalli, per preparare pergamena, seta artificiale, carbone attivato e cementi dentali, come disidratante e catalizzatore in varie reazioni di sintesi organica.

### In sintesi organica
ZnCl2 trova ampia applicazione in laboratorio, soprattutto come acido di Lewis di forza moderata. Può catalizzare la sintesi di Fischer dell'indolo (A) e la acilazione di Friedel-Crafts (B) su anelli aromatici attivati.
un'altra acilazione di Friedel-Crafts promossa da ZnCl2 è la classica sintesi del colorante fluoresceina a partire da anidride ftalica e resorcinolo:
L'acido cloridrico da solo è poco reattivo con alcoli primari e secondari, ma una combinazione di HCl e ZnCl2 (conosciuta come reattivo di Lucas) è efficace nella sintesi di cloruri alchilici. Tipicamente la reazione è condotta a 130 °C. Il meccanismo di reazione dovrebbe essere
SN2 con alcol primari e SN1 con alcol secondari:
ZnCl2 attiva gli alogenuri benzilici e allilici nei confronti della sostituzione da nucleofili deboli come gli alcheni:
Il cloruro di zinco è un precursore utile per la sintesi di molti reattivi organometallici dello zinco, come quelli con alogenuri arilici o alogenuri vinilici usati nell'accoppiamento di Negishi catalizzato con palladio. In questi casi il composto di zinco è preparato di solito per transmetallazione con un reattivo di Grignard o un organolitio. Ad esempio:
Da ZnCl2 ed enolati dei metalli alcalini si preparano enolati di zinco, che possono controllare la stereochimica di reazioni di condensazione aldolica tramite chelazione sullo zinco. Nell'esempio seguente usando ZnCl2 in DME/etere il prodotto treo è favorito rispetto a quello eritro per un fattore 5:1. Questo succede perché il chelato è più stabile quando il gruppo ingombrante fenilico è pseudo-equatoriale (portando al treo) anziché pseudo-assiale (portando a quello eritro).

## Indicazioni di sicurezza
ZnCl2 è disponibile in commercio, sia nella forma anidra che in quella idrata. Il composto è tossico se ingerito, e provoca gravi ustioni a pelle, mucose e occhi. Risulta essere cancerogeno e mutageno in animali da laboratorio. Viene considerato molto pericoloso per le acque e gli organismi acquatici.